# Attache ta tuque!
Albums de Les Cowboys fringants
Break syndical
(2002) La Grand-Messe
(2004)
Attache ta tuque! est un double album live du groupe québécois Les Cowboys fringants sorti en 2003. Il a été enregistré lors de cinq spectacles au Spectrum et au Métropolis en décembre 2002. On y retrouve principalement des chansons issues des albums Break syndical, Motel Capri, ainsi que de leurs premiers albums moins grandement distribués, Sur mon canapé et 12 grandes chansons.
La pochette CD de l'album contient également un DVD incluant tous les vidéoclips du groupe, neuf captations en direct, ainsi qu'un documentaire retraçant l'histoire des Cowboys fringants.

## Liste des titres
| 1.  | Heavy metal              | 4:21  |
| 2.  | Québécois de souche      | 2:18  |
| 3.  | Le pouceux               | 3:58  |
| 4.  | Mon chum Rémi            | 4:33  |
| 5.  | Salut mon Ron!           | 2:48  |
| 6.  | Le temps perdu           | 1:12  |
| 7.  | Le gars d'la compagnie   | 4:10  |
| 8.  | Léopold                  | 4:33  |
| 9.  | Le shack à Hector        | 4:53  |
| 10. | Le plombier              | 2:41  |
| 11. | Toune d'automne          | 3:57  |
| 12. | Mon pays                 | 2:58  |
| 13. | Le reel des aristocrates | 10:37 |
| 14. | La tête à Papineau       | 4:36  |
| 15. | Ruelle Laurier           | 3:43  |

| 1.  | La manifestation                 | 3:35 |
| 2.  | Maurice au bistro                | 3:56 |
| 3.  | Banlieue                         | 5:53 |
| 4.  | La sainte paix                   | 2:20 |
| 5.  | Robert Bob Bourgouin             | 2:46 |
| 6.  | Su' mon big wheel (C'tait l'fun) | 0:33 |
| 7.  | Awikatchikaën                    | 2:13 |
| 8.  | Le Roi Katshé, pt. 1             | 5:35 |
| 9.  | Joyeux calvaire!                 | 2:56 |
| 10. | Le Roi Katshé, pt. 2             | 6:55 |
| 11. | Impala blues                     | 4:56 |
| 12. | En berne                         | 4:58 |
| 13. | L'hiver approche                 | 8:11 |
| 14. | La toune cachée                  | 2:00 |
| 15. | Un p'tit tour                    | 5:57 |